# Unter den Stangen
Unter den Stangen ist eine landschaftsarchitektonische Installation des Bildhauers Hans Dieter Bohnet auf dem Wartberggelände in Stuttgart. Die Installation besteht aus 17 Messlatten, die in einem amphitheaterähnlichen Gelände mit ihren Enden die Höhe von 308 m über NN markieren.
Die Kunststation Unter den Stangen ist eine der Kunststationen, die zur Internationalen Gartenbauausstellung 1993 (IGA '93) in der Parklandschaft des Grünen U in Stuttgart errichtet wurden und nach der Ausstellung erhalten blieben. Außer dieser Station schuf Hans Dieter Bohnet auch die benachbarte Kunststation Im Keuper sowie die Brunnen und Bodenskulpturen der Kunststation Egelsee.
Hinweis: Ziffern in Klammern, z. B. (12), verweisen auf die entsprechenden Nummern im Plan des Wartberggeländes.

## Lage

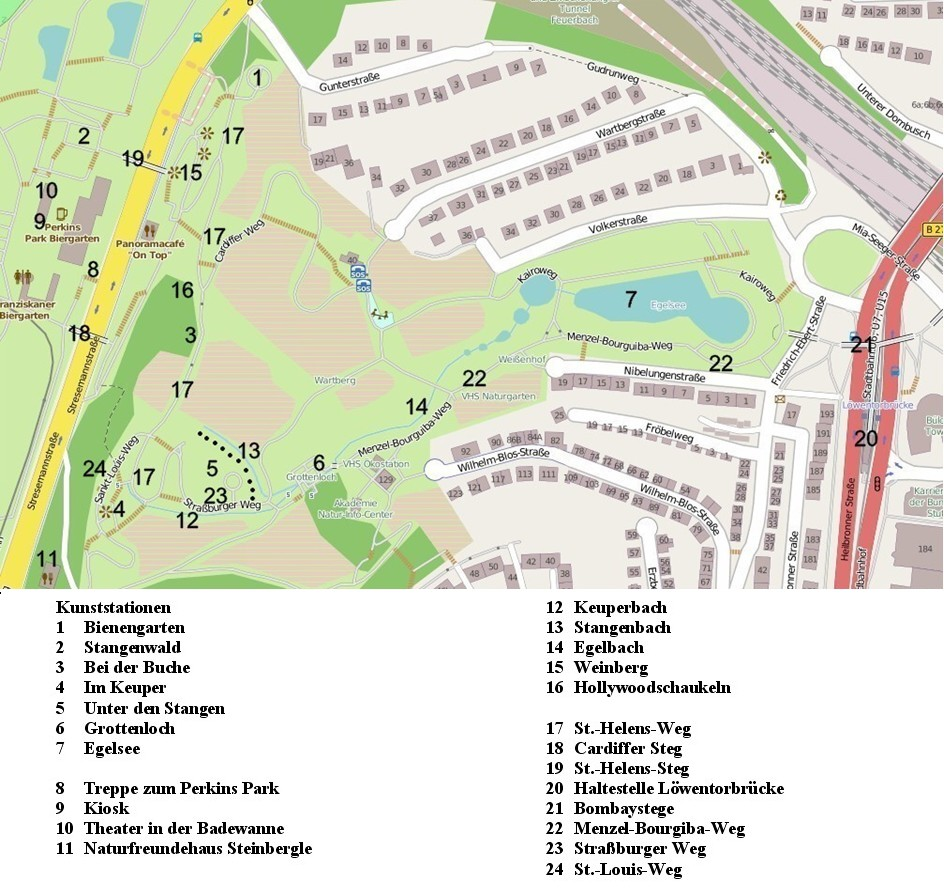
Plan des Wartberggeländes.

Die Kunststation Unter den Stangen (5) liegt an einem Hang des Wartbergs, der nach Art eines Amphitheaters abgestuft zum Tal hin abfällt. Im Westen befindet sich in unmittelbarer Nachbarschaft die Kunststation Im Keuper (4), ebenfalls von Hans Dieter Bohnet, und im Osten die Kunststation Grottenloch von Michael Singer (6).
Der Wartberg liegt im Stuttgarter Stadtbezirk Stuttgart-Nord und fungiert innerhalb des Grünen U, einer geschlossenen Grünanlage von acht Kilometern Länge, als Bindeglied zwischen dem Leibfriedschen Garten und dem Rosensteinpark im Osten und dem Höhenpark Killesberg im Westen.

## Zugang
Das Kunststation kann man u. a. auf den folgenden Wegen erreichen (auch für Behinderte geeignet):
1. Von der Stadtbahnhaltestelle Löwentorbrücke aus folgt man dem Aufgang zu den Bombaystegen (21) und dann dem linken Abzweig des Menzel-Bourgiba-Wegs (22) bis zur Kunststation.
2. Vom Höhenpark Killesberg gelangt man über den St.-Helens-Steg (19), den St.-Helens-Weg (17) und den Straßburger Weg (23) zur Kunststation.

## Beschreibung
Die Installation liegt in einem Geländestück des Wartbergs, das im Westen und Süden vom Straßburger Weg (23) und im Nordosten vom Stangenbach (13) begrenzt wird. Sie besteht aus der Stangenreihe, die sich wie ein transparenter Vorhang durch das Gelände zieht, und der Veranstaltungsmulde, die den größten Teil des Hangs einnimmt.

### Stangenreihe
→ Siehe auch: Lyrikstation Halt Stanga.
Die Installation besteht aus 17 Stangen von 8 cm Dicke, die auf einer Strecke von 80 m in 5-m-Intervallen vom obersten Punkt des Hanges bis ins Tal hinunter transparent den Raum abstecken. Die Stangen bestehen aus Edelstahl und sind abwechselnd im Abstand von je einem Meter rot lackiert bzw. naturbelassen, so dass sie wie Messlatten aussehen, die „beim Bau des Geländes vergessen“ wurden. Die Schnittfläche der Stangen ist mit einer polierten Edelstahlscheibe versiegelt. Sie trägt die gravierte Inschrift „308.00 / Über N.N.“ und signalisiert die für alle Stangen gleiche Meereshöhe von 308,00 m an ihrem oberen Ende.
Die Stangenreihe beginnt in der Nähe eines Rastplatzes mit drei Sitzbankgruppen an einer Sackgasse des Straßburger Wegs (23) und unweit der Quelle des Stangenbachs (13). Den Beginn markiert eine niedrige Betonmauer am Ende der Sitzbankgruppen, die gleichzeitig als Lyrikstation fungiert und eine Inschrift mit einem Gedicht von Peter Schlack trägt. Die Mauer ist auf die Stangenreihe hin ausgerichtet und zeigt wie diese mit ihrer Oberkante die Höhe von 308 m über NN an.
Der höchste Punkt der Stangenreihe wird durch einen kleinen, roten Stab markiert. Das bedeutet, dass das Gelände an dieser Stelle etwa 307 m über NN liegt (1 m unter 308 m). Die Reihe setzt sich teilweise parallel zum Stangenbach fort und umrundet am Ende die Veranstaltungsmulde.
Die beiden letzten Stäbe flankieren den Straßburger Weg (23). Sie tragen 6 ½ rot-silberne Markierungen, d. h. der Straßburger Weg liegt auf einer Höhe von etwa 301,5 m (6,5 m unter 308 m). Die sechs folgenden Stäbe abseits des Straßburger Wegs flankieren die Veranstaltungsmulde und sind etwa 7 m hoch. Diese Stelle ist mit ca. 301 m die niedrigste innerhalb der Stangenreihe (7 m unter 308 m). Insgesamt ergibt sich zwischen der ersten und der letzten Stange ein Niveauunterschied von etwa 5,5 m.

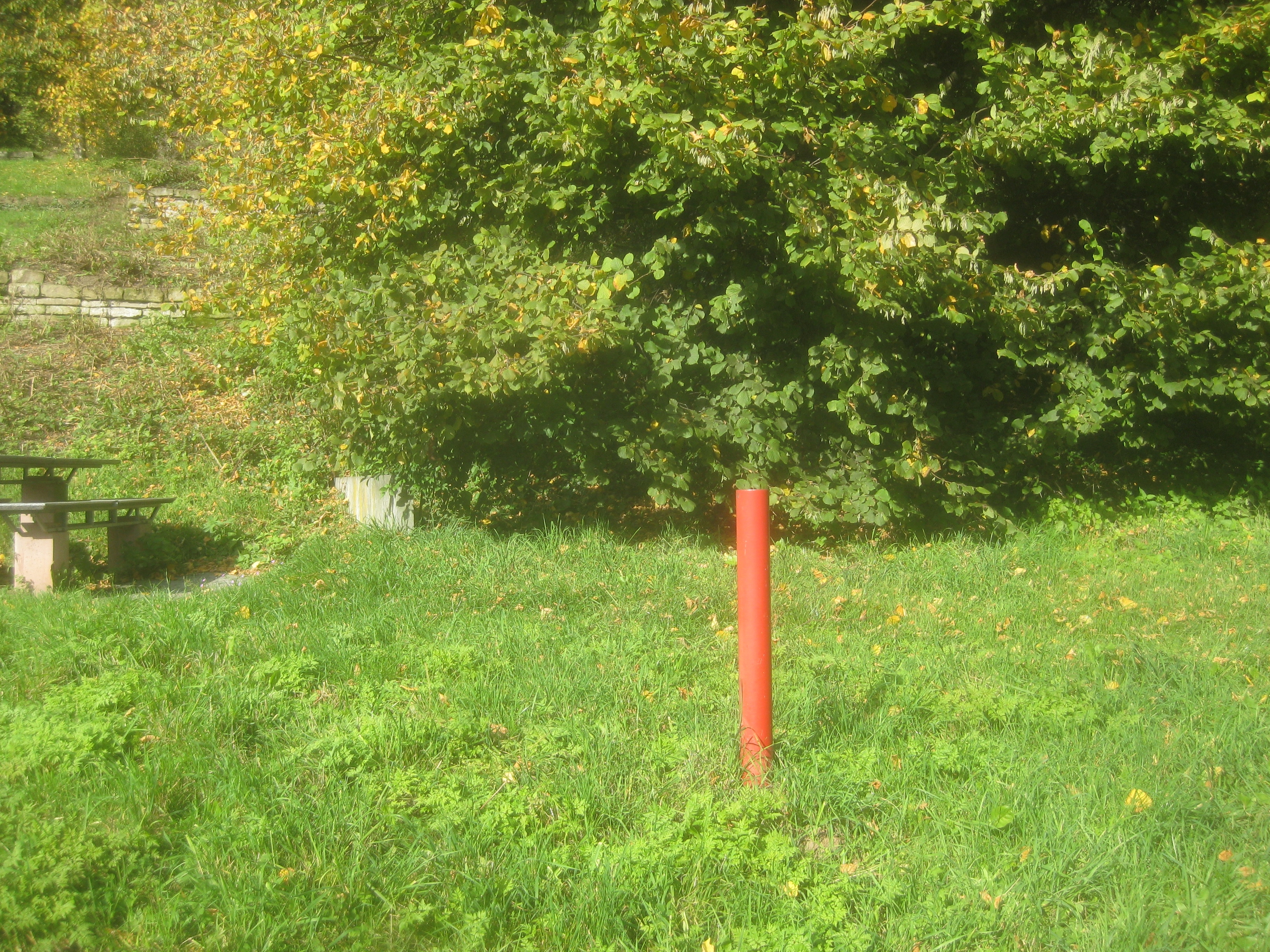
Lyrikstation Halt Stanga von Peter Schlack = Mauer rechts neben der Sitzgruppe, Mitte: erste Stange der Kunststation.
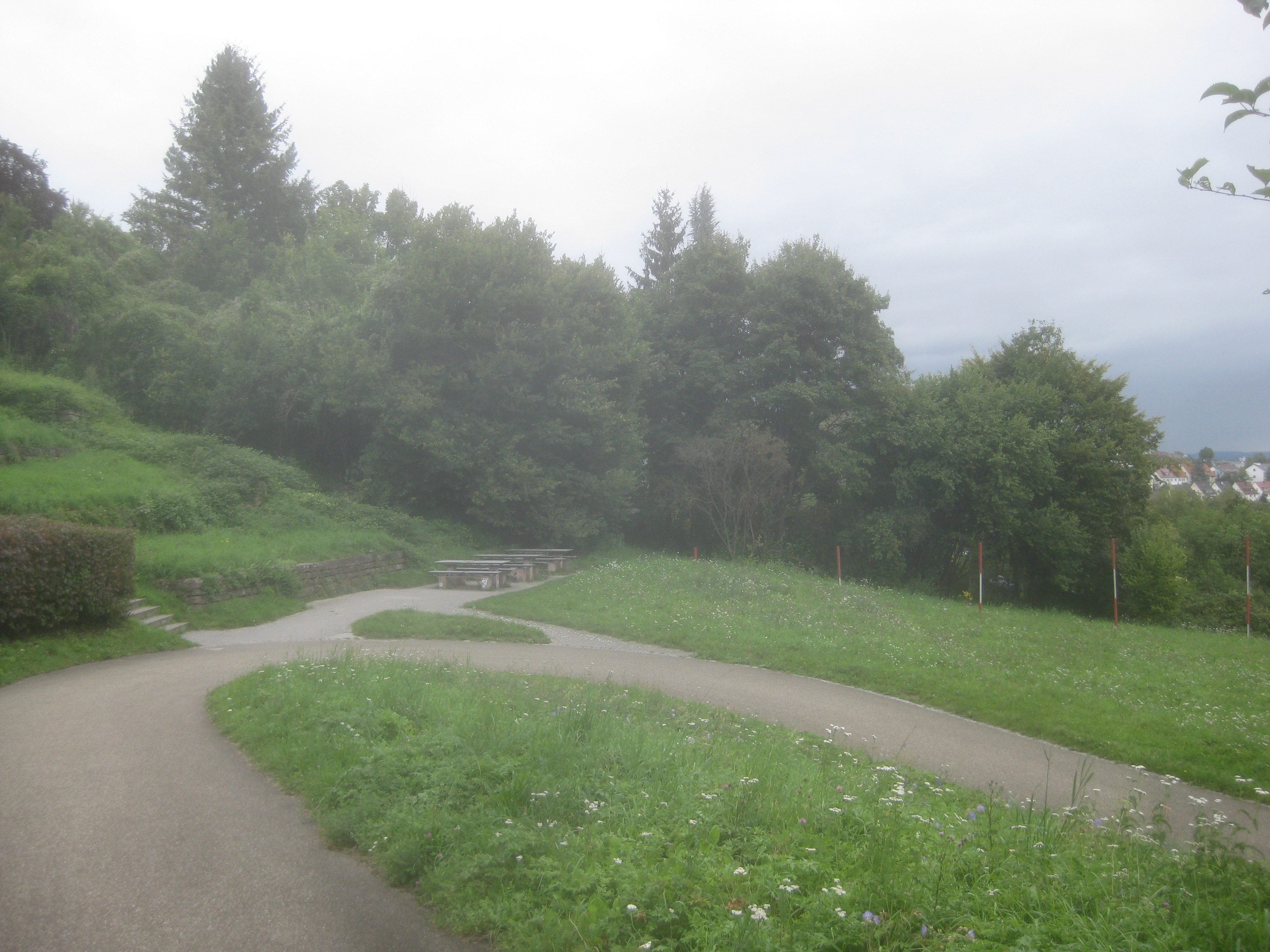
Beginn der Stangenreihe.
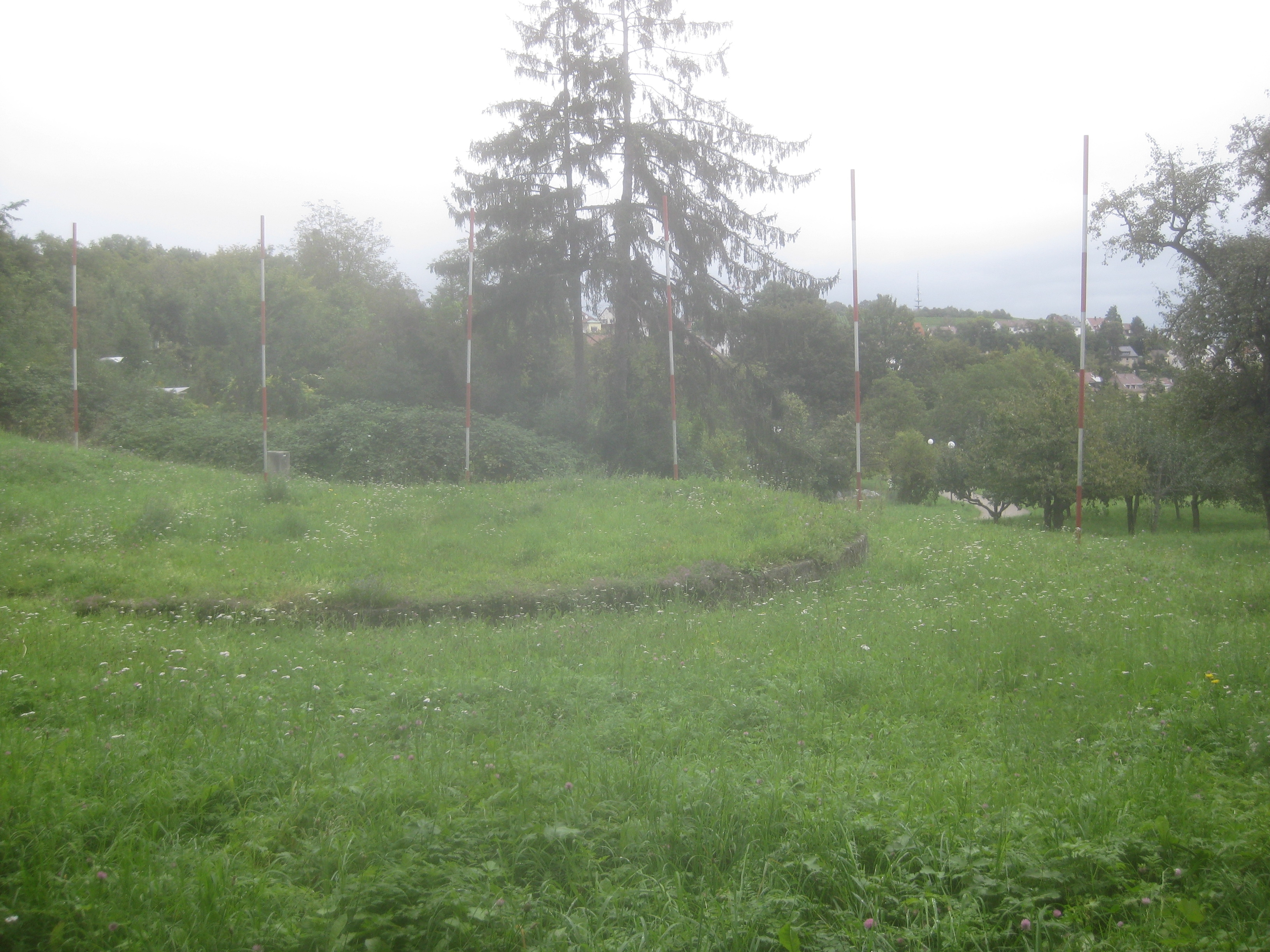
Tiefster Punkt der Stangenreihe bei der Veranstaltungsmulde.
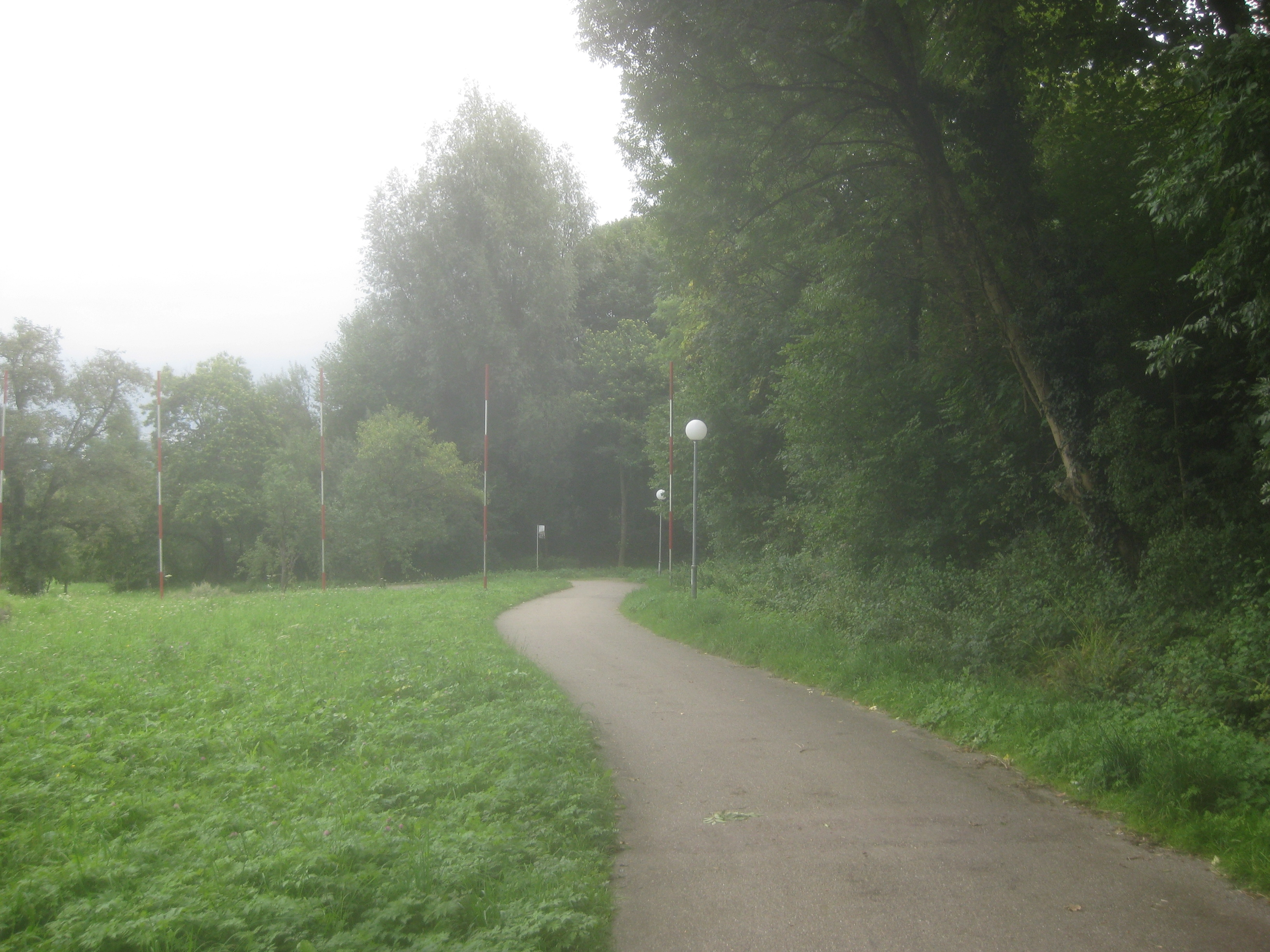
Ende der Stangenreihe.
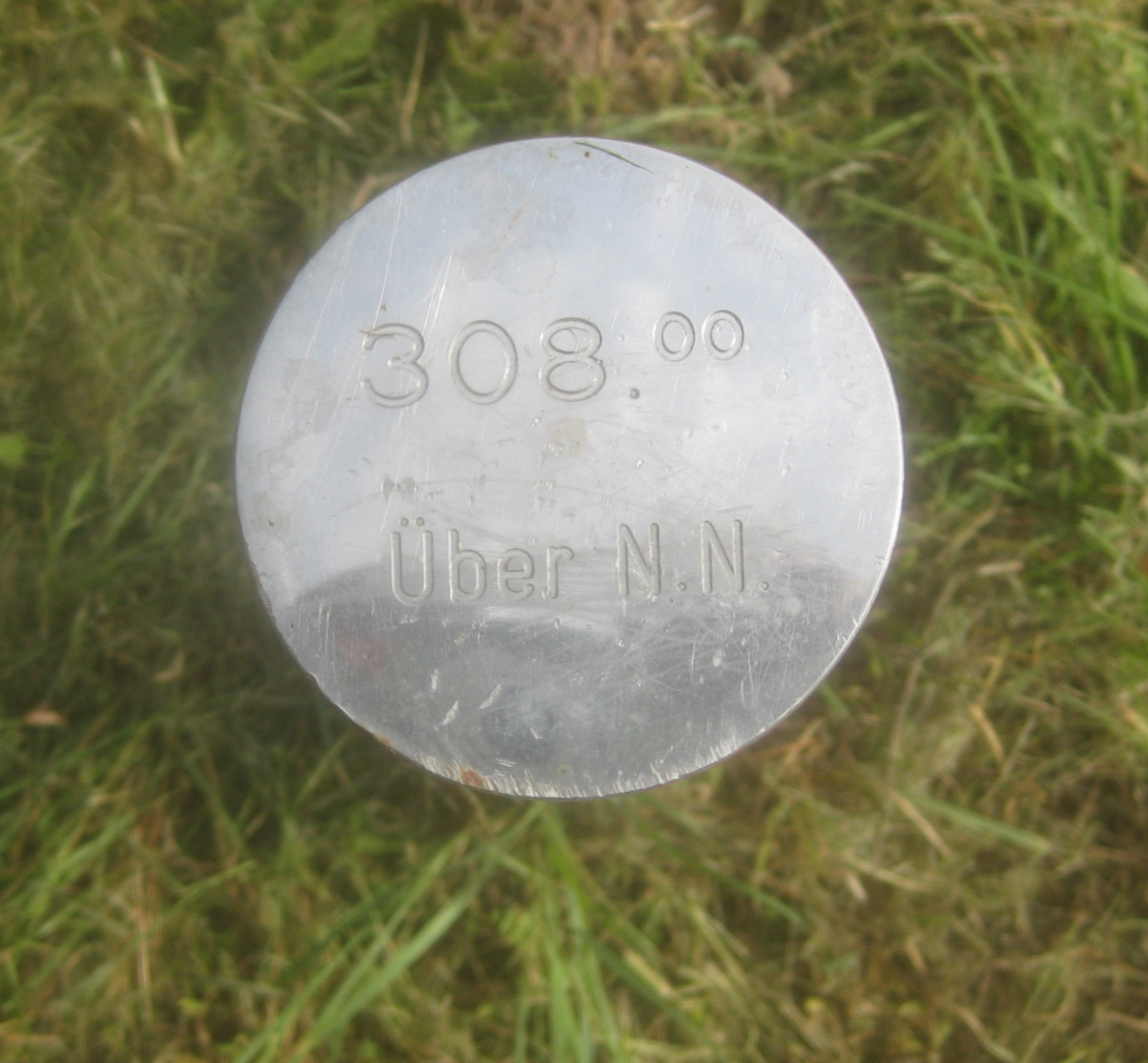
Gravierte Siegelscheibe einer Stange.
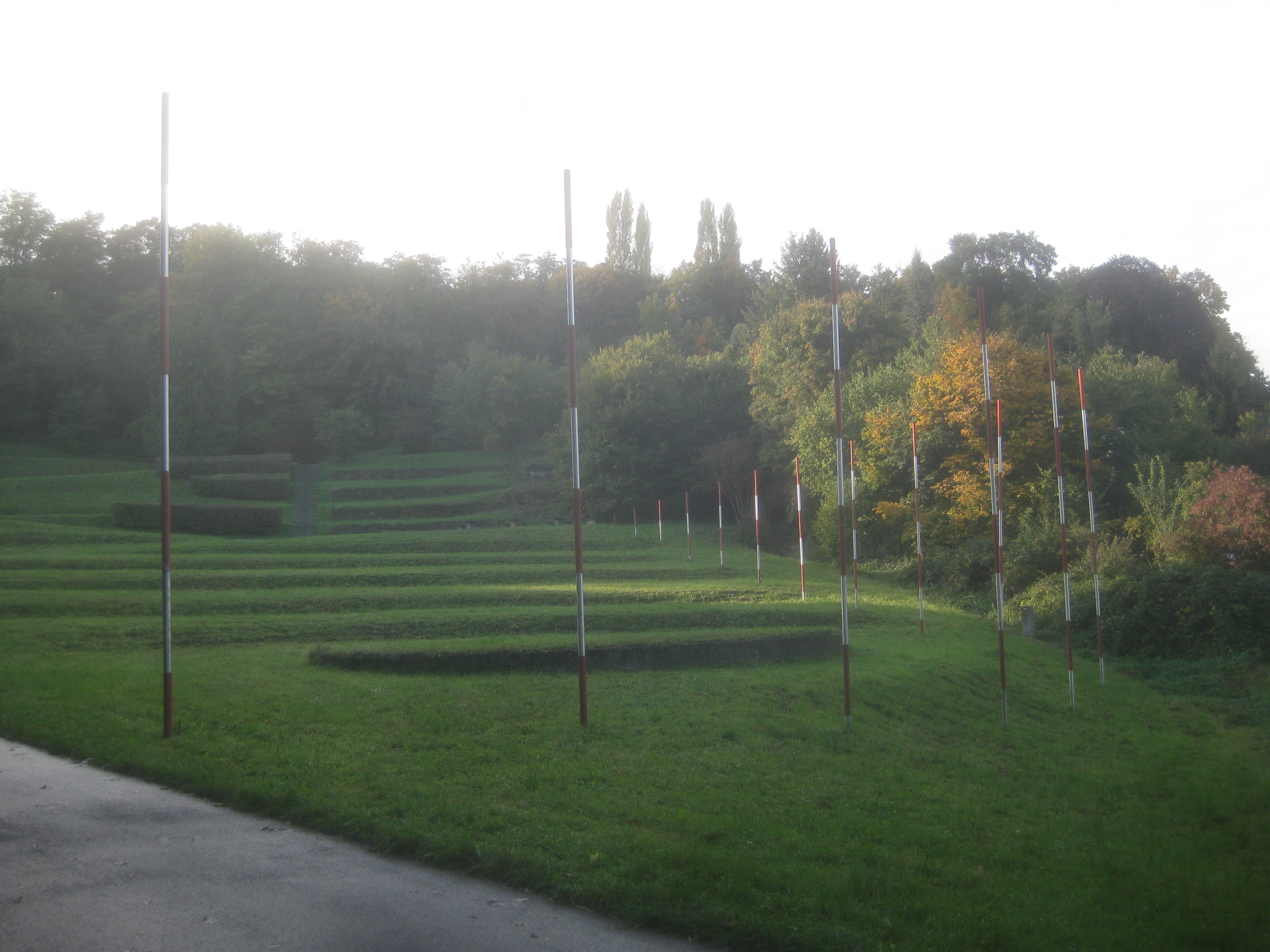
Veranstaltungsmulde und Stangenreihe.

### Veranstaltungsmulde
Das Gelände, dessen Topographie die transparente Stangenwand absteckt, ist ein sanfter Hügel, der ähnlich wie ein Amphitheater ausgeformt ist. Sechs breite Terrassenbögen, die man sich als Sitzreihen vorstellen kann, schmiegen sich konzentrisch um einen kreisrunden Rasenplatz, der einen Durchmesser von ca. 15–20 m hat und von einer niedrigen Natursteinmauer begrenzt wird. Während der IGA '93 war dieser Platz als Veranstaltungsmulde vorgesehen. Sie bot Sitzplätze für 400 Gäste und war mit einer überdachten Bühne und großen Sonnenschirmen für die Zuschauer ausgestattet. Nach der IGA ist die Veranstaltungsmulde offenbar in Vergessenheit geraten und wurde nicht mehr für Veranstaltungen oder als Freilichtbühne benutzt.

## Konzept
Im Zusammenhang mit der Beschreibung seiner beiden anderen Wartbergprojekte (Im Keuper, Egelsee) äußerte sich Hans Dieter Bohnet auch über das Konzept, das seiner Stangenwand zu Grunde liegt:

„Der anschließende Bereich ‚Unter den Stangen‘ mit seiner Amphitheater ähnlichen Ausformung inspirierte mich dazu, mit Stangen (Meßlatten gleich) den Raum transparent abzustecken und gleichzeitig auf die Topographie aufmerksam zu machen. Denn alle Stangen enden in der Höhe mit 30800 über N.N. Möglicherweise wieder ein irritierendes Moment in der Landschaft.“